# Alfred Harker (petrologista)
Alfred Harker (Kingston upon Hull, 19 de fevereiro de 1859 — 28 de julho de 1939) foi um geólogo britânico.
Foi um especialista em petrologia e petrografia.
Foi laureado com a Medalha Murchison em 1907 e a Medalha Wollaston em 1922, ambas pela Sociedade Geológica de Londres. Pela Royal Society recebeu a Medalha Real em 1935.

## Obras
- "Petrology for Students", 1895
- "The Tertiary Igneous Rocks of Skye", 1904
- "The Natural History of Igneous Rocks", 1909